# Maître de la Légende dorée de Munich
Le Maître de la Légende dorée de Munich est un maître anonyme enlumineur actif à Paris et peut-être à Rouen entre 1420 et 1460. Il doit son nom à un manuscrit de la Légende dorée conservé à la Bibliothèque d'État de Bavière à Munich. 

## Éléments biographiques

### Constitution du corpus
Le style de ce maître a été identifié pour la première fois dans le courant des années 1970 par l'historienne de l'art américaine Eleanor Spencer d'après le manuscrit de la Légende dorée de Jacques de Voragine traduite en français et conservée à Munich. Elle a hésité à le nommer d'après les Heures Sobieski, où 19 miniatures sur 60 peuvent lui être attribuées. D'autres auteurs contribuent à attribuer à cet artiste plusieurs manuscrits parmi lesquels : Otto Pächt et Dagmar Thoss, puis John Plummer. Laurent Ungeheuer, après une étude systématique de son style dans sa thèse consacrée à ce maître anonyme, propose une mise à jour du corpus en 2015. Une nouvelle liste d'attribution est proposée par l'historien de l'art Gregory Clark dans un ouvrage paru en 2016.

### Lieux d'activité et commanditaires
Il est difficile de déterminer son origine, mais ce style possèderait des liens avec l'Allemagne selon Spencer. Il est actif dans un premier temps à Paris comme le montre l'origine de ses premiers manuscrits et collabore très régulièrement avec le Maître de Bedford. Il est peut-être actif au sein de son atelier avec le Maître de Fastolf et le Maître de Talbot, contribuant à des manuscrits prestigieux comme les Heures de Bedford et les Heures Sobieski. Après 1427, il semble se déplacer dans une autre ville sous domination anglaise, peut-être Rouen comme semble l'indiquer l'origine de quelques livres d'heures à l'usage de la ville (coll. Collegeville et Naples). Pourtant, son influence perdure à Paris comme semble l'indiquer le portrait de la Famille Jouvenel des Ursins de la Cathédrale Notre-Dame de Paris (actuellement musée de Cluny). Au cours des années 1440 et 1450, sa carrière pourrait avoir été itinérante : il produit des livres pour des notables de Reims, d'Angers et peut-être de Poitiers à la fin de sa carrière, collaborant avec un artiste présent dans cette ville à cette époque, le Maître d'Adélaïde de Savoie. Il pourrait être resté en réalité à Paris tout en ayant des clients venus de toute la France.

### Tentatives d'identification

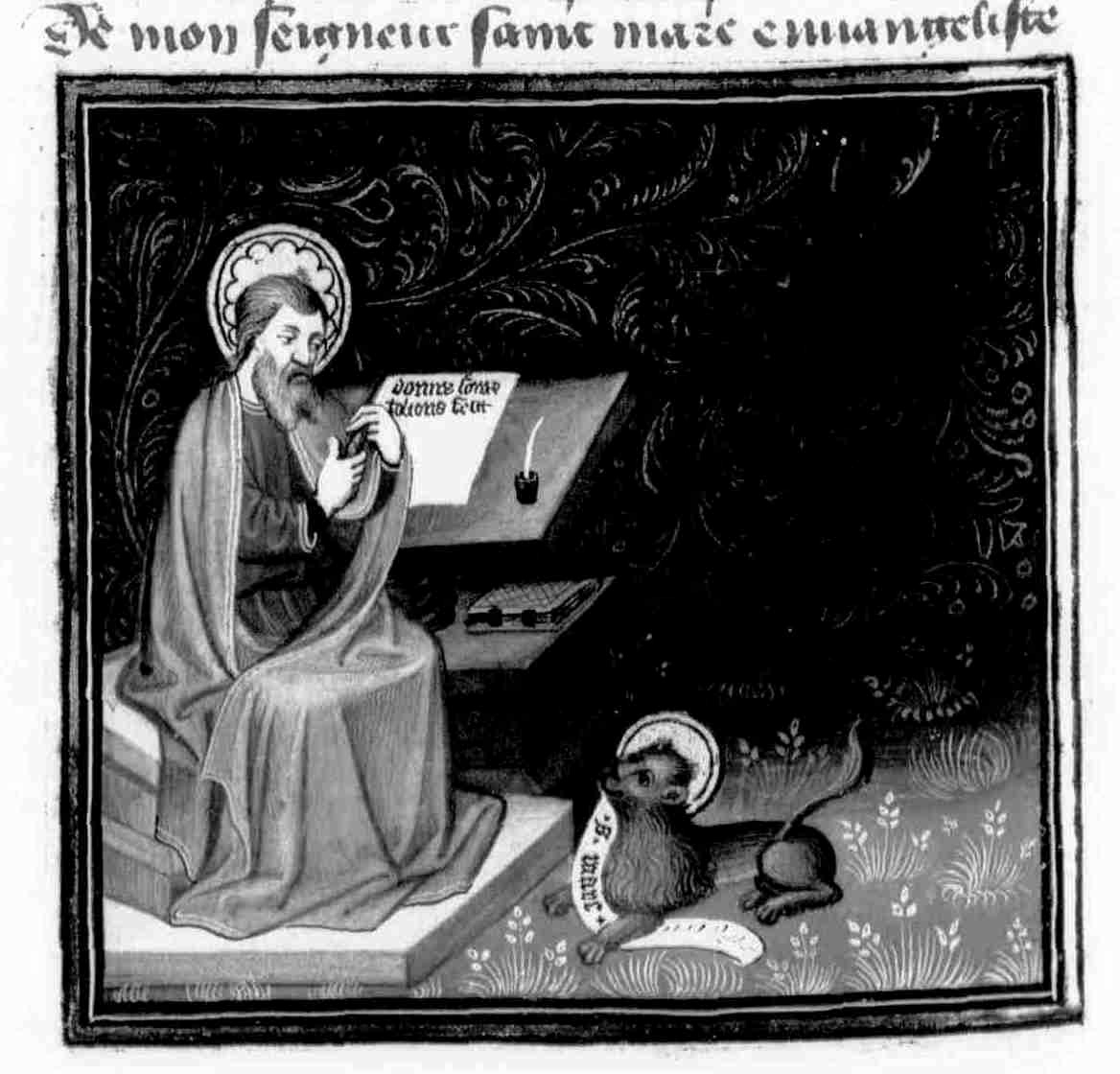
Saint Marc, miniature de la Légende dorée de Munich, f.75v b.

À la miniature du folio 75v de la Légende dorée de Munich figure une inscription placée sur le livre déposé devant saint Marc y serait écrit « domi(nu)s con(radu)s tolien(sis) ». Selon l'historien de l'art allemand Eberhard König, il s'agirait du nom de l'artiste, proposant de l'identifier à un certain Conrad de Toul. Cependant, en latin, Toul se dit Tullum Luscorum et Tolensis renvoie plus vraisemblablement à la ville de Dôle. Cette identification est donc remise en cause. Le nom inscrit pourrait être aussi une anagramme, ce qui complexifie grandement les possibilités d'identification. Il peut également s'agir d'une fantaisie du scribe chargé de la copie des textes inclus dans les miniatures, comme en témoigne la graphie « arboise », au milieu de nombreux simulacres d'écriture, sur la feuille de parchemin placée devant le saint Ambroise du folio 71 du même manuscrit.

## Caractéristiques de son style
Plusieurs éléments permettent d'isoler les miniatures de sa main. Son style se caractérise tout d'abord par l'utilisation en général du trait noir pour mettre en valeur de grands aplats de couleurs et des visages ou des carnations caractéristiques. Ses personnages possèdent le plus souvent des bouches aux commissures des lèvres tombantes, des paupières marquées voire gonflées et des orbites creusées.
Plusieurs motifs sont aussi caractéristiques de son style. Il prend soin par exemple de représenter avec beaucoup de détails des objets de décors dans ses miniatures, tels que des portes, des serrures, mais aussi des paysages de villes en arrière-plan. Les voûtes des décors architecturaux sont à de nombreuses reprises décorées de nervures colorées et festonnées. Chez les personnages, les auréoles des saints sont constituées le plus souvent de traits partant de la tête reliés entre eux par une ligne ourlée entourée elle-même d'un cercle entourant parfois des points ou de petits cercles. La Vierge possède le plus souvent une chaîne lâche autour de la taille ponctuée de deux anneaux au milieu desquels pend une chaînette verticale. Enfin, autre élément caractéristique et original, les scènes de la Nativité sont fréquemment décorées d'épis de blé disposés sur le sol de la crèche. Il pourrait s'agir dans ce dernier cas d'un élément symbolique qui préfigure l'Eucharistie, faisant écho aux nouveautés iconographiques provenant du nord de l'Europe, inspirées de la Devotio moderna.
L'usage des couleurs fait aussi partie des éléments de son style. De manière générale, comme pour les autres artistes de l'atelier du Maître de Bedford, sa tendance est à l'usage de coloris de plus en plus sombres au cours du temps, entre les années 1420 et 1460.

## Principaux manuscrits attribués
Un total de 48 manuscrits lui sont attribués selon Laurent Ungeheuer, auteur d'une thèse sur le maître, dont 41 livres d'heures. Le corpus peut fluctuer au gré des attributions de manuscrits qui apparaissent continuellement sur le marché de l'art.
| Titre                                                                   | Date      | Lieu de conservation | Description | Exemple d'enluminure |
| ----------------------------------------------------------------------- | --------- | --- | --- | -------------------- |
| Heures à l'usage de Paris                                               | 1440-1450 | Amsterdam, Rijksmuseum, SK-A-3043 | 19,2 × 13,5 cm, 14 grandes miniatures, dont une attribuée au Maître de Talbot |                      |
| Heures à l'usage de Paris                                               | 1430-1440 | Baltimore, Walters Art Museum, W.247 | 19 × 14,4 cm, douze grandes miniatures dont deux attribuées au maître (f.17 et 39) |                      |
| Heures à l'usage de Paris                                               | 1420-1430 | Baltimore, Walters Art Museum, W.288 | 23,5 × 17,6 cm, 177 folios, 12 grandes miniatures en collaboration avec le Maître de Talbot pour certains détails. |                      |
| Livre d'heures                                                          | 1430-1450 | Berlin, Bibliothèque d'État de Berlin, Lat.Oct.439                                                                                      | 19,2 × 11 cm, 154 folios, 12 grandes miniatures |                      |
| Livre de prières                                                        | 1430-1440 | Boston, collection particulière | 24,5 × 18,7 cm, 263 folios, 70 grandes miniatures, en collaboration avec le Maître du Hannibal de Harvard |                      |
| Heures à l'usage de Paris                                               | 1425-1435 | Cambridge, Fitzwilliam Museum, Ms.Founders 63                                                                                           | 19,7 × 14 cm, 214 folios, 21 grandes miniatures dont 5 du maître, les autres étant de la main du Maître de Guy de Laval, le Maître de Jean Rolin et le Maître de Bedford |                      |
| Heures à l'usage de Rouen                                               | 1440-1450 | Cambridge, Fitzwilliam Museum, Ms.McClean 82                                                                                            | 22,1 × 16,3 cm, 187 folios, 10 grandes miniatures |                      |
| Livre d'heures                                                          | 1430-1440 | Cambridge, Bibliothèque de l'Université de Cambridge, ms.li.VI.23                                                                       | 101 folios, 11 grandes miniatures dont 2 du maître |                      |
| Heures à l'usage de Rouen                                               | 1430-1440 | Collegeville, Minnesota (en), Hill Museum & Manuscript Library (en), ms.Bean 2                                                          | 12 × 9 cm, 217 folios, 9 grandes miniatures |                      |
| Livre d'heures                                                          | 1430-1450 | Dresde, Bibliothèque d'État de Saxe, Ms. A.167                                                                                          | 21,5 × 15,5 cm, 217 folios, 14 grandes miniatures |                      |
| Heures à l'usage de Paris                                               | 1430-1440 | Einsiedeln, Bibliothèque de l'abbaye d'Einsiedeln, Einsiedeln 291                                                                       | 21,5 × 15,5 cm, 164 folios, 12 grandes miniatures |                      |
| Heures à l'usage de Paris                                               | 1420-1430 | Londres, British Library, Add.18192 | 18,7 × 13,4 cm, 244 folios, 15 grandes miniatures et 4 petites |                      |
| Heures de Bedford                                                       | 1420-1430 | Londres, British Library, Add.18850 | 26,3 × 18,4 cm, 289 folios, 43 grandes miniatures dont 4 à pleine page ajoutées a posteriori de la main du maître ((f. 15v, 16v, 17v, f. 288v), les autres étant attribuées au Maître de Bedford. Il a aussi pu exécuter les médaillons marginaux qui illustrent le Credo typologique (ff. 160-165v). |                      |
| Heures à l'usage de Paris                                               | 1440-1450 | Londres, British Library, Add.31834 | 24,5 × 17 cm, 171 folios, 4 grandes miniatures et 13 petites |                      |
| Heures à l'usage de Paris                                               | 1440-1450 | Londres, British Library, Egerton 2019                                                                                                  | 19,5 × 14 cm, 235 folios, 40 grandes miniatures dont 4 en collaboration avec le Maître de Dunois |                      |
| Heures à l'usage de Paris                                               | 1450-1460 | Londres, British Library, Harley 5762                                                                                                   | 17,5 × 13,5 cm, 235 folios, 14 grandes miniatures attribuées au maître ou à un suiveur |                      |
| Livre de Talbot-Shrewsbury                                              | 1443-1450 | Londres, British Library, Royal 15 E VI                                                                                                 | 47,5 × 33,5 cm, 440 folios, 7 miniatures attribuées au maître, les autres étant de la main du Maître de Talbot et du Maître de Hoo. |                      |
| Heures à l'usage de Rome                                                | 1440-1450 | Lyon, Bibliothèque municipale de Lyon, Ms.5145                                                                                          | 23 × 15 cm, 170 folios, 16 grandes miniatures en collaboration avec le Maître de Dunois et un autre enlumineur anonyme. |                      |
| Heures à l'usage de Rome                                                | 1430-1440 | Madrid, Musée Lázaro Galdiano, Ms.15452                                                                                                 | 19,8 × 14,2 cm, 178 folios, 15 grandes miniatures attribuées au maître et à un collaborateur |                      |
| Heures à l'usage de Paris                                               | 1420-1430 | Milan, Biblioteca Trivulziana, Cod.2164                                                                                                 | 17,6 × 12 cm, 200 folios, 32 grandes miniatures |                      |
| Légende dorée, traduite en français                                     | 1420-1430 | Munich, Bibliothèque d'État de Bavière, cod.gall.3                                                                                      | 40 × 32 cm, 321 folios, 227 miniatures |                      |
| Heures à l'usage de Rouen                                               | 1420-1430 | Naples, Biblioteca nazionale Vittorio Emanuele III, I.B.27                                                                              | 25,8 × 18,2 cm, 214 folios, 40 grandes miniatures en collaboration avec le Maître de Bedford (1 miniature) et un suiveur de ce dernier (le Maître de Talbot ?) |                      |
| Livre d'heures                                                          | 1440-1450 | Naples, Biblioteca nazionale Vittorio Emanuele III, I.B.30                                                                              | 20 × 14 cm, 181 folios, 8 grandes miniatures en collaboration avec le Maître de Jean Rolin |                      |
| Heures d'Arthur III de Bretagne                                         | 1430-1440 | New York, Morgan Library and Museum, M.241                                                                                              | 9,3 × 6,9 cm, 188 folios, 22 grandes miniatures. Livre à l'usage d'Angers ou du Mans (Calendrier), d'Orléans (HV), et d'Angers (litanies et OM), destiné à Arthur ou à Jeanne II d'Albret, qui épousa Arthur III le 29 août 1442.                                                                     |                      |
| Heures à l'usage de Rome                                                | 1450-1460 | New York, Morgan Library and Museum, M.282                                                                                              | 22,3 × 15,8 cm, 253 folios, 30 grandes miniatures, 5 de la mains du maître, les autres étant attribuées au Maître de Jean Rolin. |                      |
| Heures à l'usage de Paris                                               | 1450-1460 | Orange (Texas), Stark Foundation Library & Archive, Stark Museum of Art (en), 11.900.7                                                  | 19,7 × 12,7 cm, 192 folios, 9 grandes miniatures dont 5 du maître et une autre du Maître de Dunois. |                      |
| Bréviaire à l’usage franciscain                                         | 1450-1460 | Paris, Bibliothèque de l'Arsenal, Ms.596 (partie été) - 597 (partie hiver)                                                              | 31 × 23 cm, 518+413 folios, 5 miniatures et 17 lettrines historiées dans le premier tome, 7 miniatures et 17 lettrines dans le second. Les miniatures sont de la main du maître. |                      |
| Missel à l'usage de Paris                                               | 1420-1430 | Paris, Bibliothèque de l'Arsenal, Ms.620                                                                                                | 39,5 × 29,8 cm, 576 folios, 20 lettrines historiées attribuées au maître. |                      |
| Heures à l'usage de Reims                                               | 1430-1440 | Paris, Bibliothèque de l'Arsenal, Ms.1189                                                                                               | 24,2 × 17 cm, 112 folios, 15 grandes miniatures |                      |
| Songe de la voie d'enfer et du chemin du paradis de Pierre de l'Hôpital | 1450-1460 | Paris, Bibliothèque nationale de France, Fr.1051                                                                                        | 32,2 × 23,1 cm, 67 folios, 13 miniatures dont 8 de la main du maître et les autres d'un collaborateur du Maître de Bedford. |                      |
| Heures de Ralph Neville à l'usage de Paris                              | 1427-1432 | Paris, Bibliothèque nationale de France, Lat.1158                                                                                       | 18,5 × 13 cm, 187 folios, 13 grandes miniatures dont 2 ajoutées a posteriori par le Maître pour Ralph Neville représentant le commanditaire, sa femme et ses enfants. |                      |
| Heures à l'usage de Paris                                               | 1440-1450 | Paris, Bibliothèque nationale de France, Lat.13288                                                                                      | 19,2 × 13 cm, 168 folios, 4 grandes miniatures dont 3 du maître |                      |
| Heures à l'usage de Paris                                               | 1430-1440 | Paris, Bibliothèque nationale de France, NAL3111                                                                                        | 25 × 17,5 cm, 163 folios, 16 grandes miniatures dont 6 de la main du maître, les autres étant d'un suiveur du Maître de Bedford et du Maître de Dunois. |                      |
| Heures à l'usage de Paris                                               | 1450-1460 | Paris, Bibliothèque nationale de France, Rothschild 2534                                                                                | 22,7 × 16,3 cm, 225 folios, 22 grandes miniatures dont 3 du maître, les autres étant attribuées notamment au Maître d'Adélaïde de Savoie |                      |
| Heures à l'usage de Paris                                               | 1420-1430 | Paris, Bibliothèque nationale de France, Rothschild 2535                                                                                | 21,2 × 14,8 cm, 171 folios, 16 grandes miniatures du maître |                      |
| Heures Hachette                                                         | 1430-1440 | Collection particulière, ancienne propriété d'André Hachette. Passé en vente à Drouot, vente Millon, le 27 avril 2012 (lot 147)         | 20,5 × 14,5 cm, 266 folios, 22 grandes miniatures de la main du maître, en collaboration avec le Maître de Dunois |                      |
| Heures Gaptière                                                         | 1430-1440 | Collection particulière, passé en vente chez le libraire Heribert Tenschert, Ramsen, cat.Leuchtendes Mittelalters V, no 15, 1993        | 21,6 × 16 cm, 168 folios, 20 grandes miniatures attribuée au maître sauf une du Maître de Dunois. Ancienne propriété de Jean Troussier, seigneur de la Gabetière |                      |
| Heures Eales                                                            | 1430-1440 | Reading, Bibliothèque de l'Université de Reading, Ms.2087                                                                               | 20,3 × 15 cm, 185 folios, 6 grandes miniatures et 21 petites attribuées au maître |                      |
| Heures de Paris                                                         | 1430-1440 | Turin, Archivio di Stato Torino, Cod.Bb II 21bis                                                                                        | 30,4 × 28,5 cm, 304 folios, 35 grandes miniatures attribuées au maître. |                      |
| Heures d'Alexandre VII                                                  | 1430-1440 | Vatican, Bibliothèque apostolique vaticane, Cod. Chigi C IV 109                                                                         | 18,6 × 13,5 cm, 243 folios, 17 grandes miniatures attribuées au maître, sauf une du Maître de Dunois. |                      |
| Heures à l'usage de Paris                                               | 1430-1440 | Vienne, Bibliothèque nationale autrichienne, Cod. s. n. 2614                                                                            | 21,8 × 15,7 cm, 210 folios, 15 grandes miniatures et une petite, dont 12 du maître, et les autres à un suiveur du Maître de Bedford |                      |
| Heures Sobieski                                                         | 1420-1430 | Windsor, Royal Collection, RCIN1142248                                                                                                  | 26,7 × 19 cm, 234 folios, 60 grandes miniatures dont 19 attribuées maître, les autres au Maître de Bedford, le Maître de Fastolf. |                      |
| Heures à l'usage de Rome                                                | 1430-1440 | Collection particulière, ancienne vente Chrétien, Drouot du 26 février 1975 (lot 16)                                                    | 22 × 15 cm, 191 folios, 11 grandes miniatures |                      |
| Livre d'heures                                                          | 1430-1440 | Collection particulière, passé en vente chez Christie's le 7 décembre 1988 (lot 21)                                                     | 17,5 × 11,8 cm, 197 folios, 16 grandes miniatures et 26 petites |                      |
| Heures à l'usage de Paris                                               | 1430-1450 | Collection particulière, ancienne collection L.-A. Mayer, Ms. Mayer 2-70                                                                | 23 × 15,4 cm, 179 folios, 16 grandes miniatures |                      |
| Heures à l'usage de Salisbury                                           | 1430-1450 | Collection particulière, passé en vente chez Christie's le 11 juillet 2002 (lot 41)                                                     | 19,2 × 14 cm, 260 folios, 15 grandes miniatures |                      |
| Heures à l'usage de Paris                                               | 1430-1440 | Stuttgart, collection particulière | 19,5 × 14 cm, 168 folios, 18 grandes miniatures |                      |
| Heures à l'usage de Reims                                               | 1440      | Collection particulière, ancienne coll. Florence Foerderer Tonner, passé en vente chez Sotheby's à Londres le 3 décembre 2013 (lot 54). | 18 × 12,5 cm, 164 folios, 16 grandes miniatures attribuées par le catalogue de vente. |                      |